# エクスプローラー2号
エクスプローラー2号（英: Explorer 2）はアメリカ合衆国の人工衛星。エクスプローラー1号の計画を繰り返す予定だったが、打上げに失敗し、軌道には到らなかった。
エクスプローラー2号は1958年3月5日18時28分（UTC）、ケープカナベラル空軍基地にてジュノーIにより打ち上げられた。
ソ連のスプートニク1号の打ち上げを受けて、アメリカ陸軍弾道ミサイル局（ABMA）はジュピターCを使用した人工衛星の打ち上げを進めるよう指示された。ジュノーIは既にノーズコーンの再突入テストをジュピターCで済ましていた（中距離弾道ミサイル）。ABMAとジェット推進研究所 (JPL) は共同で、ジュノーIの調整とエクスプローラー1号の製作を84日で完了させた。

## 設計
エクスプローラー2号は宇宙線の検知のため、ガイガーカウンターを搭載していた（ヴァン・アレン帯）。また、流星塵を検知する目的で、ワイヤーグリッドアレイ（wire grid array）と音響検波器も搭載していた。

## 結果
ジュノーIの故障により、四段目が点火せず、結果として、エクスプローラー2号は軌道投入に失敗した。